# Rudolf Brunnenmeier
Rudolf „Rudi” Brunnenmeier (ur. 11 lutego 1941 w Monachium, zm. 18 kwietnia 2003 w Olching) – niemiecki piłkarz, reprezentant kraju.

## Kariera klubowa
Brunnenmeier przygodę z futbolem rozpoczął w SC Olching. W 1960 został piłkarzem TSV 1860 Monachium, grającego w Oberliga Süd. TSV 1860 wygrał ligę w 1963, zdobywając tytuł „Południowego Mistrza Niemiec”, dzięki czemu mógł wystąpić w nowo powstałej Bundeslidze w sezonie 1963/1964. Przez 3 lata gry na poziomie Oberligi Brunnenmeier zagrał w 88 meczach, w których strzelił 73 bramki.
W Bundeslidze zespół trenera Maxa Merkela radził sobie bardzo dobrze. Sezon 1963/64 TSV zakończyło zdobyciem Pucharu Niemiec. Brunnenmeier nie tylko zdobył 19 goli w 29 meczach ligowych, ale również 2 bramki decydujące o zwycięstwie w finale Pucharu 2:0 z Eintrachtem Frankfurt.
W następnym sezonie Brunnenmeier zdobył 24 bramki, dzięki czemu został królem strzelców Bundesligi. Największym osiągnięciem klubu TSV w sezonie 1964/65 był finał Pucharu Zdobywców Pucharów, w którym grali przy obecności 97 974 widzów na Wembley Stadium w Londynie. Spotkali się tam z West Hamem United. Mecz zakończył się zwycięstwem Anglików 2:0, a Brunnenmeier pełnił w tym spotkaniu funkcję kapitana TSV.
Sezon 1965/66 zakończył się zwycięstwem TSV w rozgrywkach Bundesligi. W zwycięskim sezonie Brunnenmeier zdobył 15 bramek. W sezonie 1966/1967 klub zajął czwarte miejsce. Po ośmiu latach gry w TSV, w 1968 opuścił klub. Brunnenmeier łącznie w 207 meczach rozegranych w barwach TSV zdobył 139 bramek, co do dziś pozostaje rekordem klubu.
Po odejściu z Monachium grał przez cztery lata w Neuchatel Xamax, w którym w 45 rozegranych spotkaniach strzelił 21 bramek.
Sezon 1972/73 spędził w FC Zürich, pomagając drużynie w zdobyciu Pucharu Szwajcarii.
Od 1973 do 1975 grał w FC Vorarlberg w Austrii, a od 1975, po zmianie nazwy klubu, w SW Bregenz.
Ostatnie trzy lata grał w FC Balzers z Liechtensteinu. Karierę piłkarską zakończył w 1980. 
| Sezon   | Klub               | Kraj          | Rozgrywki         | Mecze | Bramki |
| ------- | ------------------ | ------------- | ----------------- | ----- | ------ |
| 1960/61 | TSV 1860 Monachium | RFN           | Oberliga Süd      | 29    | 23     |
| 1961/62 | TSV 1860 Monachium | RFN           | Oberliga Süd      | 30    | 25     |
| 1962/63 | TSV 1860 Monachium | RFN           | Oberliga Süd      | 29    | 25     |
| 1963/64 | TSV 1860 Monachium | RFN           | Bundesliga        | 29    | 19     |
| 1964/65 | TSV 1860 Monachium | RFN           | Bundesliga        | 30    | 24     |
| 1965/66 | TSV 1860 Monachium | RFN           | Bundesliga        | 27    | 15     |
| 1966/67 | TSV 1860 Monachium | RFN           | Bundesliga        | 21    | 7      |
| 1967/68 | TSV 1860 Monachium | RFN           | Bundesliga        | 12    | 1      |
| 1968/69 | Neuchâtel Xamax    | Szwajcaria    | Nationalliga B    | 18    | 11     |
| 1969/70 | Neuchâtel Xamax    | Szwajcaria    | Nationalliga B    |       |        |
| 1970/71 | Neuchâtel Xamax    | Szwajcaria    | Nationalliga B    |       |        |
| 1971/72 | Neuchâtel Xamax    | Szwajcaria    | Nationalliga B    | 27    | 10     |
| 1972/73 | FC Zürich          | Szwajcaria    | Nationalliga A    | 20    | 4      |
| 1973/74 | FC Vorarlberg      | Austria       | Nationalliga      |       |        |
| 1974/75 | FC Vorarlberg      | Austria       | 2. Liga           |       |        |
| 1975/76 | SW Bregenz         | Austria       | 2. Liga           |       |        |
| 1976/77 | SW Bregenz         | Austria       | 2. Liga           |       |        |
| 1977/78 | FC Balzers         | Liechtenstein | 1. Liga Promotion |       |        |
| 1978/79 | FC Balzers         | Liechtenstein | 1. Liga Promotion |       |        |
| 1979/80 | FC Balzers         | Liechtenstein | 1. Liga Promotion |       |        |

## Kariera reprezentacyjna
Brunnenmeier po raz pierwszy w reprezentacji RFN zagrał 4 listopada 1965 w zremisowanym 1:1 meczu eliminacji Mistrzostw Świata 1966 przeciwko Szwecji, w którym zdobył bramkę. Brunnenmeier zagrał w trzech meczach eliminacji do mundialu w Anglii. 
Po raz ostatni zagrał dla RFN 14 listopada 1965 w wygranym 6:0 meczu przeciwko reprezentacji Cypru. W meczu rozgrywanym w Nikozji strzelił 2 bramki. Łącznie Brunnenmeier w latach 1964–1965 zagrał w 5 spotkaniach, w których strzelił 3 bramki.
| Mecze i gole w reprezentacji | Mecze i gole w reprezentacji | Mecze i gole w reprezentacji | Mecze i gole w reprezentacji | Mecze i gole w reprezentacji | Mecze i gole w reprezentacji | Mecze i gole w reprezentacji |
| #                            | Data                         | Miasto                       | Przeciwnik                   | Gol                          | Wynik                        | Rozgrywki                    |
| ---------------------------- | ---------------------------- | ---------------------------- | ---------------------------- | ---------------------------- | ---------------------------- | ---------------------------- |
| 1.                           | 04.11.1964                   | Berlin                       | Szwecja                      | Gol                          | 1:1                          | El. MŚ 1966                  |
| 2.                           | 13.03.1965                   | Hamburg                      | Włochy                       |                              | 1:1                          | towarzyski                   |
| 3.                           | 26.09.1965                   | Solna                        | Szwecja                      |                              | 2:1                          | El. MŚ 1966                  |
| 4.                           | 09.10.1965                   | Stuttgart                    | Austria                      |                              | 4:1                          | towarzyski                   |
| 5.                           | 14.11.1965                   | Nikozja                      | Cypr                         | Gol · Gol                    | 6:0                          | El. MŚ 1966                  |

## Po zakończeniu kariery
Po zakończeniu kariery Brunnenmeier miał problemy z alkoholem. 18 kwietnia 2003 zmarł w wyniku spożycia zbyt dużej ilości alkoholu. Został pochowany na Cmentarzu Wschodnim w Monachium.

## Sukcesy
Klubowe
- Mistrzostwo Bundesligi (1): 1965/66
- Puchar Niemiec (1): 1963/64
- Oberliga Süd (1): 1962/63
- Finał Pucharu Zdobywców Pucharów (1): 1964/65
- Puchar Szwajcarii (1): 1972/73

Indywidualne
- Król strzelców Bundesligi: 1964/65 (24 gole)